# Yaroslav Yarotsky
Yaroslav Yarotsky (tiếng Belarus: Яраслаў Яроцкi; tiếng Nga: Ярослав Яроцкий; sinh 28 tháng 3 năm 1996) là một cầu thủ bóng đá Belarus hiện tại thi đấu cho Smolevichi mượn từ Dinamo Minsk.